# هنري بالدوين
هنري بالدوين (بالإنجليزية: Henry Baldwin (judge))‏ (و. 1780 – 1844 م) هو سياسي، ومحامي، وقاضي من الولايات المتحدة الأمريكية . ولد في نيو هيفن، كونيتيكت . تولى منصب أعضاء مجلس النواب الأمريكي .
وهو عضو في الحزب الجمهوري الديمقراطي، والحزب الديمقراطي الأمريكي .
توفي في فيلادلفيا، بنسيلفانيا .

## التعليم
تعلم في جامعة ييل.

## روابط خارجية
- هنري بالدوين على موقع الموسوعة البريطانية (الإنجليزية)
- هنري بالدوين على موقع إن إن دي بي (الإنجليزية)